# Junonia siccata
Junonia siccata är en fjärilsart som beskrevs av Hans Fruhstorfer 1900. Junonia siccata ingår i släktet Junonia och familjen praktfjärilar. Inga underarter finns listade i Catalogue of Life.